# Assal
Assal (francouzsky Lac Assal, arabsky بحيرة عسل‎) je sopečné jezero v centrální oblasti země Džibutsko, nacházející se z části na území tzv. Tadjoura Region a Dikhil Region. Jezero leží ve výšce 153 m pod úrovní Rudého moře a je to nejnižší bod na africkém kontinentu. Jezero má maximální délku 10 km a největší šířku do 7 km. Celková plocha činí 54 km², přičemž průměrná hloubka je 7,4 m. Celkový objem vody v jezeře je přibližně 400 mil. m³.

## Geomorfologie
Jezero leží poblíž průlivu Bab-al-Mandab, která spojuje Adenský záliv s Rudým mořem. Vyplňuje Assalskou proláklinu, kde se odštěpuje kontinentální africký zlom – Velká příkopová propadlina. Asi 70 km na východ od jezera se nachází hlavní město Džibutska – Džibuti.

## Vodní režim
Zdroje jezera jsou podpovrchové prameny, které sytí záliv Golfe de Tadjoura.

## Charakteristika
Jedná se o jezero s největším objemem slané vody na světě. Slanost se pohybuje v koncentraci 34,8 %, což je více než koncentrace soli v Mrtvém moři a zhruba 10x slanější než mořská voda. V hloubce 20 metrů byla naměřená dokonce koncentrace 39,8 %. Letní teploty zde dosahují téměř 60° C a spolu s velmi slanou vodou to oblast jezera činí jedním z nejnehostinnějších míst světa.
Jezero je zbarveno velkou paletou odstínů. Vedle sebe zde najdeme bělostné solné pláně, mělké tůňky s tyrkysovou vodou a na hladině zbarvené minerály, od světle fialové přes zelenou či hnědou, leží vějíře soli. Většina vody obsažené v jezeře je původem z Rudého moře, odkud prosakuje puklinami a trhlinami.

## Historie
Poprvé ho Evropané navštívili až počátkem 20. století, ale až po dalších 50 letech tento přírodní jev plně pochopili. Průzkum poskytl vědcům důkazy o pohybu velkých zemských ker – litosférických desek. Zde v místě, kde leží jezero, došlo kdysi k rozdělení kontinentu a následnému oddálení zlomových krajů. Rozšiřující se proláklina se začala plnit vodou. Jezero vzniklo před 1–4 miliony let.

## Využití
Jezero je obklopeno solnou pánví (ve směru západ-severozápad), kde se těží sůl a přepravuje se karavanami do Etiopie.

## Galerie

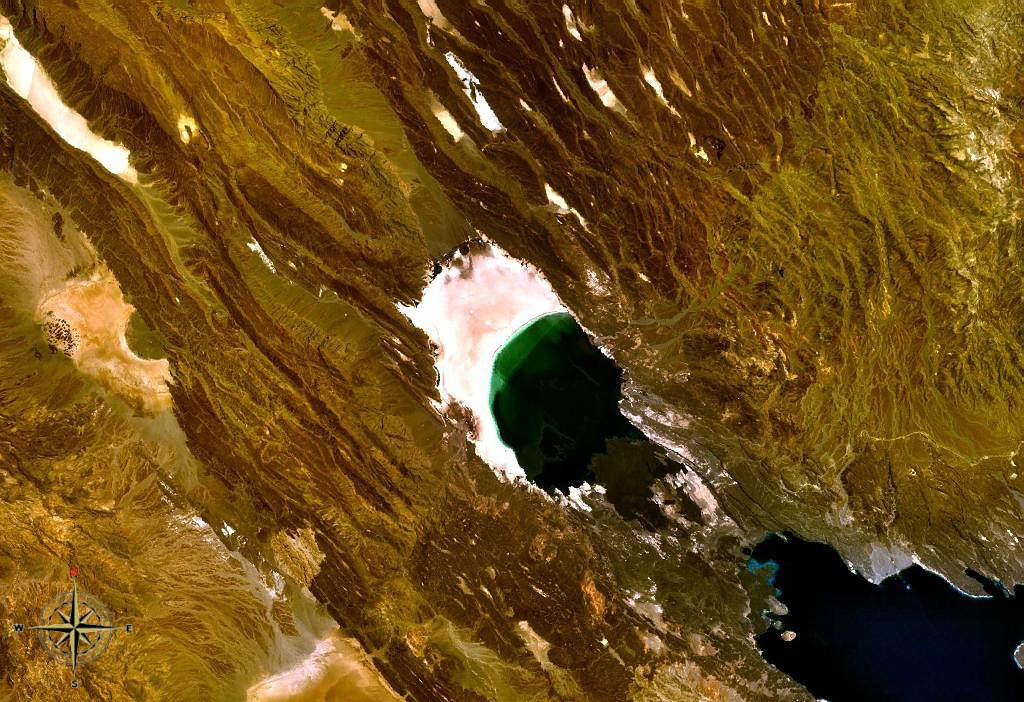
Satelitní snímek jezera Assal
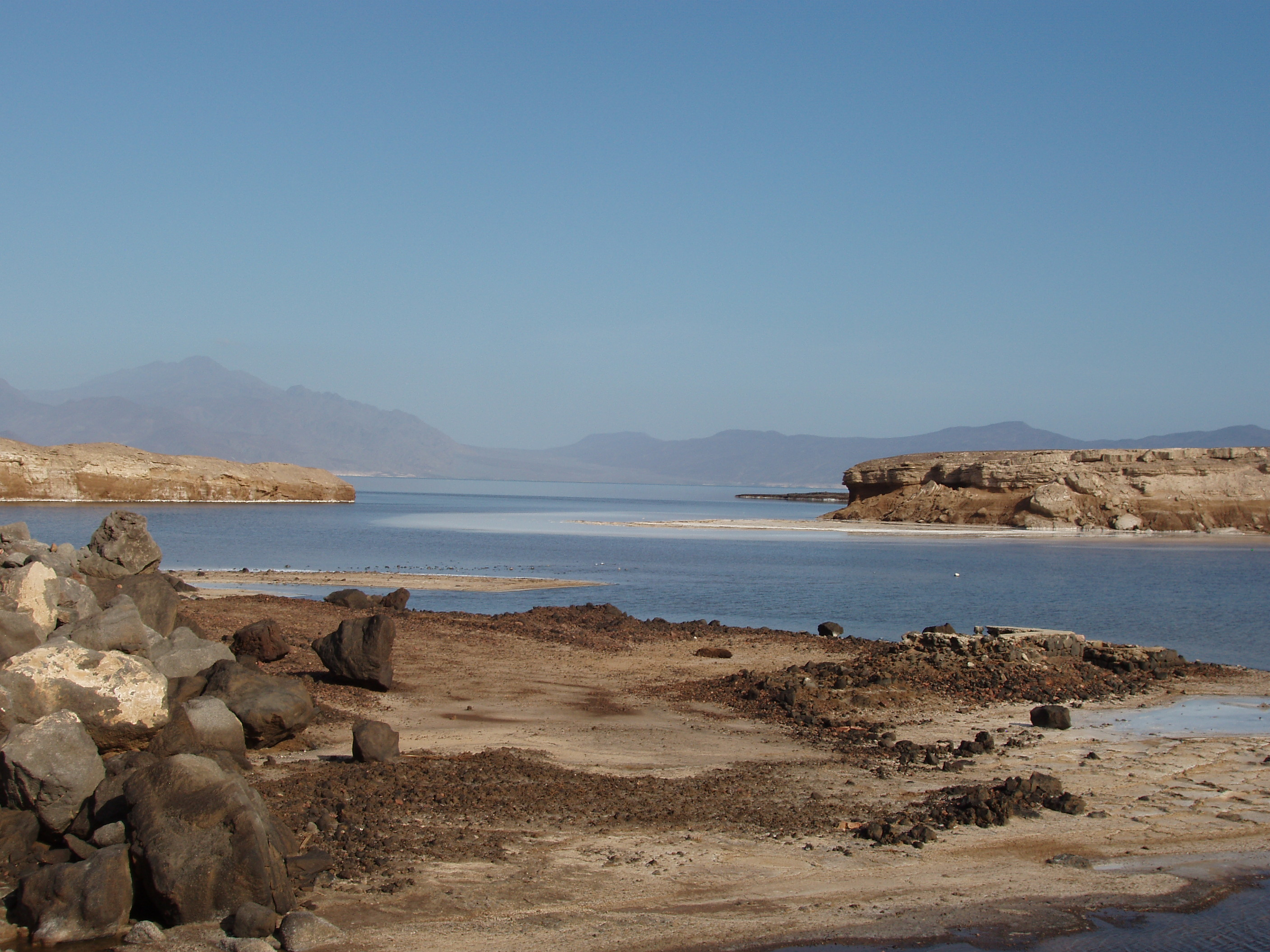
Pobřeží jezera
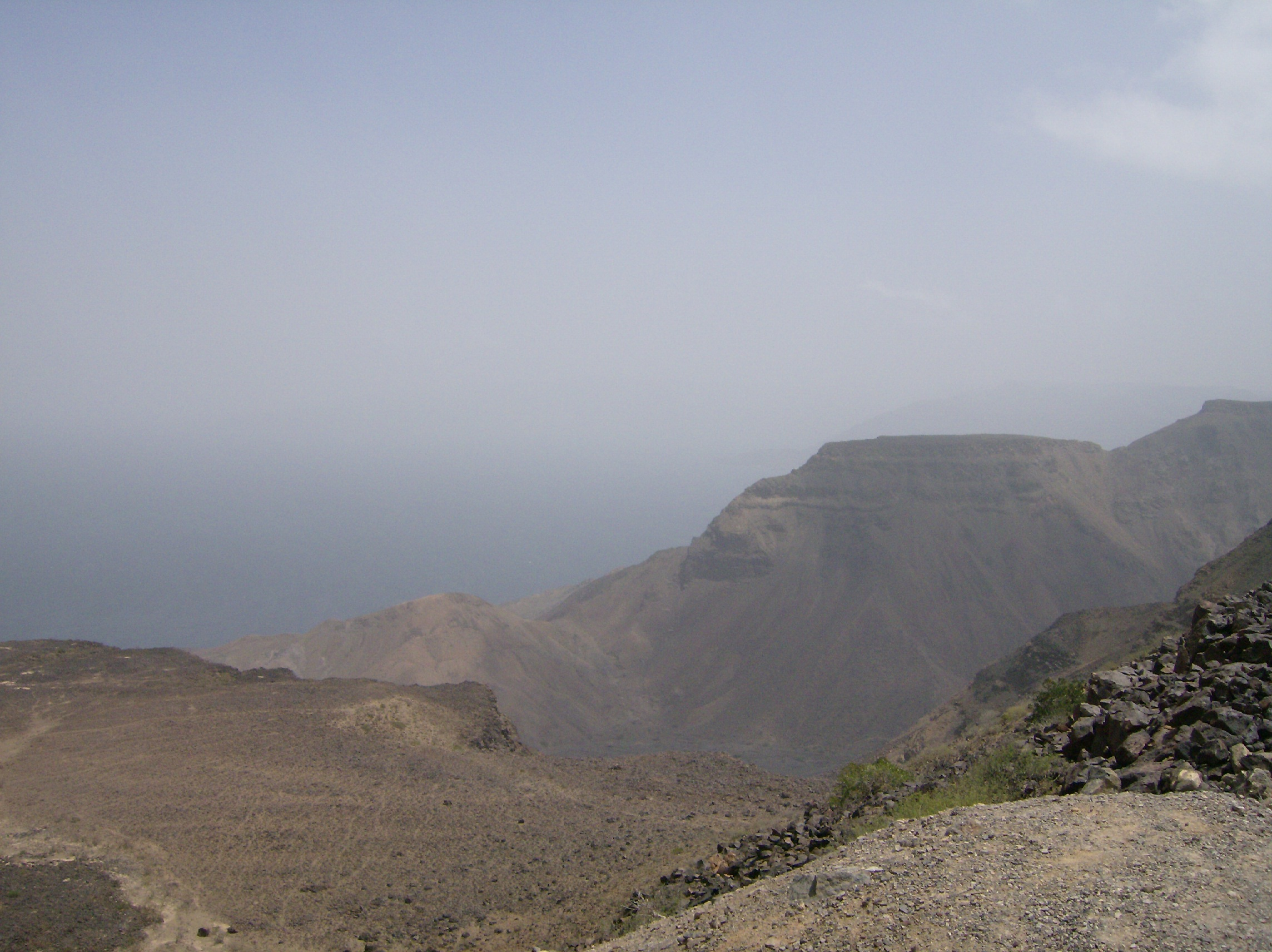
Kráter jezera Assal